# Fridtjof Nansen-klass
Fridtjof Nansen-klass är en fregattklass hos den kungliga norska marinen, baserad på den spanska Álvaro de Bazán-klassen.

## Fartygen
Alla fartygen i klassen beställdes den 23 juni 2000 från det spanska varvet Bazan (numera Navantia) i Ferrol. Alla fartygen har fått namn efter norska upptäcktsresande.

### KNMFridtjof Nansen(F310)
Kölsträckt: 9 april 2003, Sjösatt: 3 juni 2004, Tagen i tjänst: 5 april 2006

KNM Fridtjof Nansen kölsträcktes den 9 april 2003 och fick sitt namn efter Fridtjof Nansen.

### KNMRoald Amundsen(F311)
Kölsträckt: 3 juni 2004, Sjösatt: 25 maj 2005, Tagen i tjänst: 21 maj 2007

KNM Roald Amundsen kölsträcktes den 3 juni 2004 och fick sitt namn efter  Roald Amundsen.

### KNMOtto Sverdrup(F312)
Kölsträckt: 25 maj 2005, Sjösatt: 28 april 2006, Tagen i tjänst: 30 april 2008

KNM Otto Sverdrup kölsträcktes den 25 maj 2005 och fick sitt namn efter Otto Sverdrup.

### KNMHelge Ingstad(F313)
Kölsträckt: 28 april 2006, Sjösatt: 23 november 2007, Tagen i tjänst: 29 september 2009, Sjönk 8 november 2018

KNM Helge Ingstad kölsträcktes den 28 april 2006 och fick sitt namn efter Helge Ingstad. Den 8 november 2018 kolliderade fartyget med råoljetankern Sola TS utanför Stureterminalen, Hjeltefjorden i Hordaland norr om Bergen. Fartyget fick omfattande skador och blev satt på grund för att undvika totalförlust. I januari 2021 meddelades att det norska bolaget Norscrap West kontrakterats för att skrota fartyget och att det inte kommer att ersättas.

### KNMThor Heyerdahl(F314)
Kölsträckt: 23 november 2007, Sjösatt: 11 februari 2009, Tagen i tjänst: 18 januari 2011

KNM Thor Heyerdahl kölsträcktes den 23 november 2007 och fick sitt namn efter Thor Heyerdahl.